# Union Station (Washington D.C.)
 For alternative betydninger, se Union Station. (Se også artikler, som begynder med Union Station)
Union Station (Forbundsstationen) er en jernbanestation, der ligger centralt i Washington D.C. i USA. Den er en af hovedstadens mest velkendte bygninger. [kilde mangler]
Stationen blev opført i 1907 efter tegninger af Daniel Burnham i romersk-klassisk stil. I 1988 blev stationen genindviet efter flere års renoveringsarbejder. Den besøges årligt af 32 millioner[kilde mangler] rejsende med Amtrak, MARC og VRE, desuden er der forbindelse til undergrundsstationen af samme navn, som ligger under stationens vestlige ende. I stationen er der butikker og spisesteder.

## Galleri
- Union Station i 1925
- Sydindgangen i 1974
- Stationshallen
- Spisesteder i kælderetagen
- Sporområdet

## Ekstern henvisning
- Wikimedia Commons har flere filer relateret til Union Station (Washington D.C.)

38°53′50.32″N 77°0′22.54″V / 38.8973111°N 77.0062611°V